# Elezioni regionali in Veneto del 1995
Le elezioni regionali del 1995 in Veneto si sono tenute il 23 aprile. Esse hanno visto la vittoria di Giancarlo Galan, sostenuto dal centro-destra, che ha sconfitto il candidato del centro-sinistra, Ettore Bentsik.

## Risultati
| Candidati                                             | Candidati                                        | Voti                                 | %     | Liste                                | Voti      | %     | Seggi |
| ----------------------------------------------------- | ------------------------------------------------ | ------------------------------------ | ----- | ------------------------------------ | --------- | ----- | ----- |
|                                                       | Giancarlo Galan (FI-PP - AN - CCD) ✔️ Presidente | 1 117 377                            | 38,19 | Forza Italia - Il Polo Popolare      | 606 977   | 23,97 | 15    |
| Alleanza Nazionale                                    | Giancarlo Galan (FI-PP - AN - CCD) ✔️ Presidente | 1 117 377                            | 38,19 | 271 835                              | 10,73     | 6     |       |
| Centro Cristiano Democratico                          | Giancarlo Galan (FI-PP - AN - CCD) ✔️ Presidente | 1 117 377                            | 38,19 | 90 285                               | 3,56      | 3     |       |
| Seggi assegnati alla lista regionale                  | Seggi assegnati alla lista regionale             | Seggi assegnati alla lista regionale | 38,19 | 12                                   |           |       |       |
|                                                       | Ettore Bentsik (Veneto Democratico Federalista)  | 946 153                              | 32,34 | Partito Democratico della Sinistra   | 416 799   | 16,46 | 9     |
| Popolari                                              | Ettore Bentsik (Veneto Democratico Federalista)  | 946 153                              | 32,34 | 271 423                              | 10,72     | 5     |       |
| Patto dei Democratici                                 | Ettore Bentsik (Veneto Democratico Federalista)  | 946 153                              | 32,34 | 109 778                              | 4,33      | 2     |       |
| Federazione dei Verdi                                 | Ettore Bentsik (Veneto Democratico Federalista)  | 946 153                              | 32,34 | 102 156                              | 4,03      | 2     |       |
| Partito Repubblicano Italiano - Federazione Laburista | Ettore Bentsik (Veneto Democratico Federalista)  | 946 153                              | 32,34 | 11 686                               | 0,46      | –     |       |
|                                                       | Alberto Lembo                                    | 512 578                              | 17,52 | Lega Nord                            | 422 410   | 16,68 | 9     |
|                                                       | Paolo Cacciari                                   | 200 649                              | 6,86  | Partito della Rifondazione Comunista | 126 594   | 5,00  | 2     |
|                                                       | Giorgio Panto                                    | 108 072                              | 3,69  | Nuova Italia - Autonomia Veneta      | 73 342    | 2,90  | –     |
|                                                       | Emilio Vesce                                     | 41 142                               | 1,41  | Lista Pannella - Riformatori         | 29 254    | 1,16  | –     |
| Totale                                                | Totale                                           | 2 925 971                            | 100   |                                      | 2 532 539 | 100   | 65    |

## Consiglieri eletti
| Collegio           | Lista                                                                      | Eletto                    |
| ------------------ | -------------------------------------------------------------------------- | ------------------------- |
| Collegio regionale | Forza Italia-Polo Popolare-Centro Cristiano Democratico-Alleanza Nazionale | Giancarlo Galan           |
| Collegio regionale | Forza Italia-Polo Popolare-Centro Cristiano Democratico-Alleanza Nazionale | Massimo Giorgetti         |
| Collegio regionale | Forza Italia-Polo Popolare-Centro Cristiano Democratico-Alleanza Nazionale | Iles Braghetto            |
| Collegio regionale | Forza Italia-Polo Popolare-Centro Cristiano Democratico-Alleanza Nazionale | Antonio De Poli           |
| Collegio regionale | Forza Italia-Polo Popolare-Centro Cristiano Democratico-Alleanza Nazionale | Amalia Sartori            |
| Collegio regionale | Forza Italia-Polo Popolare-Centro Cristiano Democratico-Alleanza Nazionale | Franco Luigi Giomo        |
| Collegio regionale | Forza Italia-Polo Popolare-Centro Cristiano Democratico-Alleanza Nazionale | Carlo Costanzo            |
| Collegio regionale | Forza Italia-Polo Popolare-Centro Cristiano Democratico-Alleanza Nazionale | Pierluigi Bolla           |
| Collegio regionale | Forza Italia-Polo Popolare-Centro Cristiano Democratico-Alleanza Nazionale | Nadia Qualarsa            |
| Collegio regionale | Forza Italia-Polo Popolare-Centro Cristiano Democratico-Alleanza Nazionale | Anna Maria Leone          |
| Collegio regionale | Forza Italia-Polo Popolare-Centro Cristiano Democratico-Alleanza Nazionale | Tiziano Zigiotto          |
| Collegio regionale | Forza Italia-Polo Popolare-Centro Cristiano Democratico-Alleanza Nazionale | Letizia Pirrami           |
| Venezia            | Forza Italia - Il Polo Popolare                                            | Cesare Campa              |
| Venezia            | Forza Italia - Il Polo Popolare                                            | Francesco Piccolo         |
| Venezia            | Forza Italia - Il Polo Popolare                                            | Renato Chisso             |
| Venezia            | Partito Democratico della Sinistra                                         | Valter Vanni              |
| Venezia            | Partito Democratico della Sinistra                                         | Giampaolo Sprocati        |
| Venezia            | Partito Democratico della Sinistra                                         | Ruddi Varisco             |
| Venezia            | Lega Nord                                                                  | Alessio Morosin           |
| Venezia            | Alleanza Nazionale                                                         | Bruno Canella             |
| Venezia            | Rifondazione Comunista                                                     | Paolo Cacciari            |
| Venezia            | Popolari                                                                   | Carlo Tesserin            |
| Venezia            | Federazione dei Verdi                                                      | Michele Boato             |
| Venezia            | Patto dei Democratici                                                      | Elso Resler               |
| Venezia            | Centro Cristiano Democratico                                               | Ugo Bergamo               |
| Belluno            | Forza Italia - Il Polo Popolare                                            | Floriano Pla              |
| Belluno            | Lega Nord                                                                  | Franco Roccon             |
| Padova             | Forza Italia - Il Polo Popolare                                            | Vittorio Casarin          |
| Padova             | Forza Italia - Il Polo Popolare                                            | Vittoriano Mazzon         |
| Padova             | Forza Italia - Il Polo Popolare                                            | Fabrizio De Checchi       |
| Padova             | Partito Democratico della Sinistra                                         | Elio Armano               |
| Padova             | Partito Democratico della Sinistra                                         | Paolo Paolucci            |
| Padova             | Lega Nord                                                                  | Michele Munaretto         |
| Padova             | Popolari                                                                   | Anna Margherita Miotto    |
| Padova             | Alleanza Nazionale                                                         | Raffaele Zanon            |
| Padova             | Rifondazione Comunista                                                     | Severino Galante          |
| Padova             | Federazione dei Verdi                                                      | Ivo Rossi                 |
| Rovigo             | Partito Democratico della Sinistra                                         | Elder Campion             |
| Rovigo             | Forza Italia - Il Polo Popolare                                            | Renzo Marangon            |
| Rovigo             | Alleanza Nazionale                                                         | Luca Bellotti             |
| Treviso            | Lega Nord                                                                  | Mariangelo Foggiato       |
| Treviso            | Lega Nord                                                                  | Gian Paolo Gobbo          |
| Treviso            | Forza Italia - Il Polo Popolare                                            | Antonio Padoin            |
| Treviso            | Forza Italia - Il Polo Popolare                                            | Lucio Pasqualetto         |
| Treviso            | Partito Democratico della Sinistra                                         | Lorenzo Vigna             |
| Treviso            | Popolari                                                                   | Francesco Adami           |
| Treviso            | Alleanza Nazionale                                                         | Franco Prior              |
| Verona             | Forza Italia - Il Polo Popolare                                            | Mario Rossi               |
| Verona             | Forza Italia - Il Polo Popolare                                            | Raffaele Bazzoni          |
| Verona             | Forza Italia - Il Polo Popolare                                            | Alberto De Togni          |
| Verona             | Lega Nord                                                                  | Fabrizio Comencini        |
| Verona             | Lega Nord                                                                  | Adriano Bertaso           |
| Verona             | Partito Democratico della Sinistra                                         | Giorgio Gabanizza         |
| Verona             | Alleanza Nazionale                                                         | Paolo Scaravelli          |
| Verona             | Patto dei Democratici                                                      | Roberto Buttura           |
| Verona             | Centro Cristiano Democratico                                               | Franco Bozzolin           |
| Verona             | Popolari                                                                   | Roberto Uboldi            |
| Vicenza            | Lega Nord                                                                  | Ettore Beggiato           |
| Vicenza            | Lega Nord                                                                  | Alberto Poirè             |
| Vicenza            | Forza Italia - Il Polo Popolare                                            | Gaetano Fontana           |
| Vicenza            | Forza Italia - Il Polo Popolare                                            | Giuseppe Milani           |
| Vicenza            | Popolari                                                                   | Achille Variati           |
| Vicenza            | Alleanza Nazionale                                                         | Sergio Berlato            |
| Vicenza            | Partito Democratico della Sinistra                                         | Giovanni Battista Rolando |
| Vicenza            | Centro Cristiano Democratico                                               | Onorio De Boni            |